# Francis Octavius Grenfell
Pour les articles homonymes, voir Grenfell.
Francis Octavius Grenfell (4 septembre 1880 - 24 mai 1915) est un militaire anglais décoré de la croix de Victoria, la plus élevée et la plus prestigieuse des décorations pour bravoure face à l'ennemi qui puisse être décernée au sein des forces armées britanniques et du Commonwealth.

## Biographie

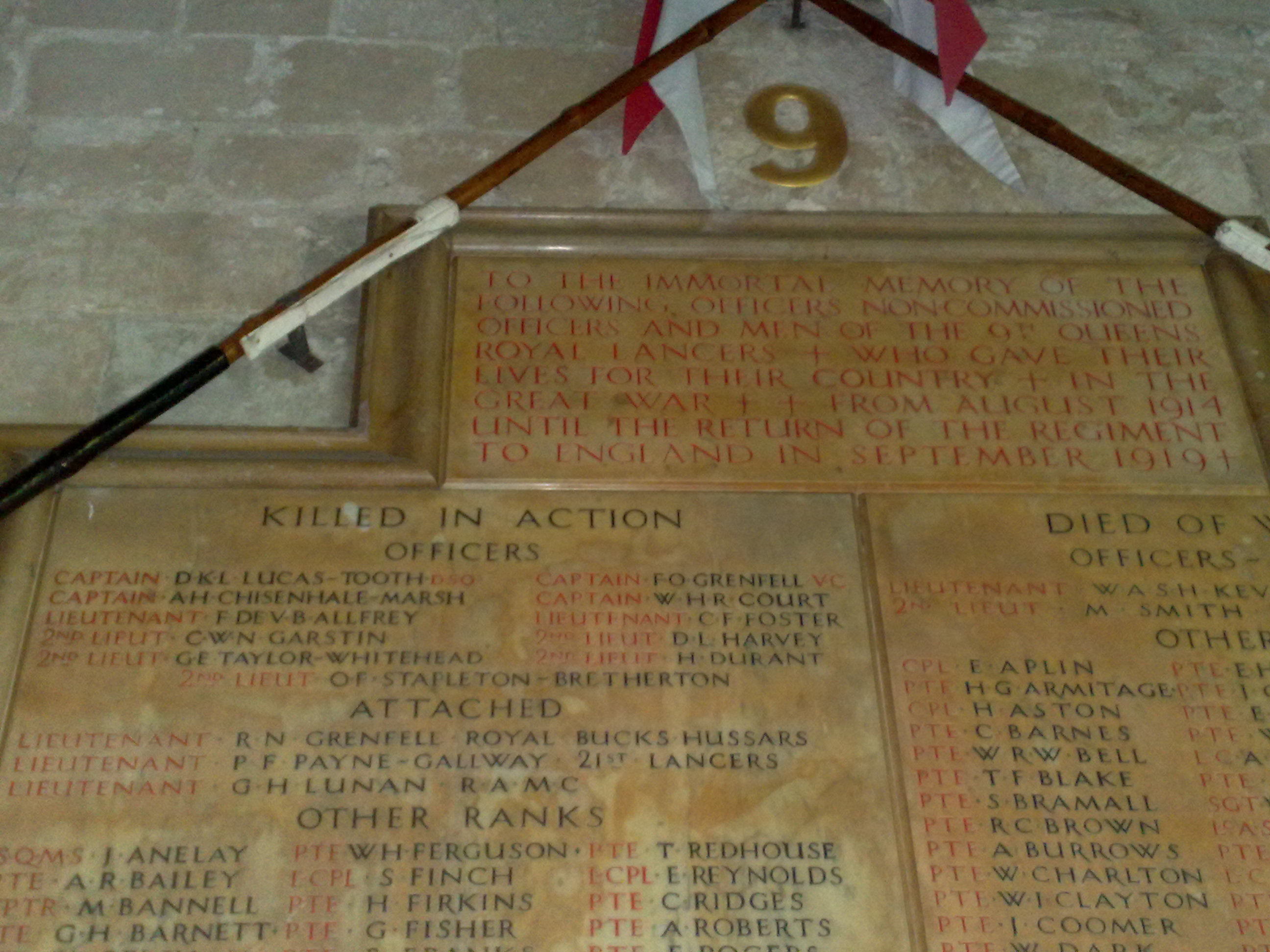
Détail de la stèle en mémoire des officiers et soldats du 9e lanciers morts pendant la Première Guerre mondiale, dans le cloître de Canterbury, montrant les noms des frères Grenfell.

Né le 4 septembre 1880, il est l'un des quinze enfants de Sophia et Pascoe Du Pré Grenfell. Son frère jumeau, Riversdale Grenfell, également du 9e lanciers, est mort au combat en septembre 1914. Leur grand-père maternel est l'amiral John Pascoe Grenfell et l'un de leurs oncles le Field Marshal Francis Grenfell, 1er baron Grenfell. L'un de leurs frères plus âgés, le lieutenant Robert Septimus Grenfell, du 21e lanciers, est mort lors d'une charge de cavalerie à la bataille d'Omdurman en 1898. Trois autres frères, Cecil Grenfell, Howard Maxwell Grenfell et Arthur Morton Grenfell atteignirent le grade de lieutenant-colonel dans l'armée de terre britannique (British Army). Un cousin, le lieutenant Claude George Grenfell (infanterie montée de Thorneycroft) est mort à Spion Kop pendant la guerre des Boers et deux autres, le poète Julian Grenfell et son frère Gerald William Grenfell, pendant la Première Guerre mondiale.
Ancien d'Eton qui représentait son école au cricket, Grenfell s'enrôla en 1900 et servit d'abord durant la seconde guerre des Boers, dans le King's Royal Rifle Corp.
Il était âgé de 33 ans et capitaine au 9e lanciers pendant la Première Guerre mondiale quand il accomplit l'acte qui lui valut la croix de Victoria.
Le 24 août 1914 à Audregnies, en Belgique, le capitaine Grenfell conduisit avec son régiment une charge contre un corps d'infanterie allemand important et en ordre de bataille. Les pertes furent très lourdes et le capitaine se trouva l'officier survivant le plus âgé dans le grade le plus élevé. Il rassemblait une partie du régiment derrière un remblai de chemin de fer quand il fut touché deux fois et sévèrement blessé. Cependant, malgré ses blessures, quand il fut appelé à la rescousse par le major Ernest Wright Alexander, de la 119e batterie d'artillerie royale de campagne, il vint avec quelques volontaires, sous une grêle de balles, prêter main-forte pour manœuvrer et pousser les canons hors du feu de l'ennemi. La citation fut publiée le 16 septembre 1914 en ces termes :

« Pour bravoure au combat face à une infanterie en bon ordre à Audregnies, Belgique, le 24 août 1914, et pour acte de bravoure accompli en aidant à conserver les canons de la 119e batterie de l'artillerie royale de campagne, près de Doubon, le même jour. »

Il trouva la mort au combat le 24 mai 1915. Il est enterré au cimetière militaire de Vlamertinghe,.

## Postérité
Sa croix de Victoria est exposée au musée du 9e/12e régiment royal de lanciers hébergé par le Derby Museum and Art Gallery.

## Polo
Les neuf frères Grenfell furent tous des joueurs de polo accomplis. Francis et son frère jumeau Riversdale étaient considérés comme les meilleurs de la famille. Francis était classé à 8 de handicap. Les deux frères faisaient partie de l'équipe du Ranelagh qui gagna l'Open d'Amérique et de celle des Freebooters, avec Leopold Christian Duncan Jenner et le duc de Roxburghe, qui gagna la Hurlingham Champion Cup.